# Direct Assurance
Direct Assurance est la marque commerciale de la compagnie d'assurances Avanssur créée en 1992, filiale à 100 % du groupe Axa. Spécialisée dans l'assurance auto, Direct Assurance propose également des assurances habitation, moto et santé.

## Historique
Direct Assurance, fondée en 1992, est une filiale à 100 % du groupe Axa. À son lancement, la compagnie d’assurance ne commercialise que des offres d'assurance automobile en direct. Son siège est à Suresnes.
Un second site de réception d'appels basé à Montgermont ouvre en 1996. Le lancement de l'assurance habitation se fait en 1998 et celui du site internet en 1999.
En 2001, le devis et la souscription en ligne devient possible. Un nouveau site ouvre à Rabat (Maroc) en 2006. Le logo et l'identité graphique de la marque sont refondus en 2009.
En 2013, le siège social déménage de Nanterre à Suresnes et le site de Montgermont à Rennes. 
En 2015, Direct Assurance lance YouDrive, une assurance auto connectée destinée en priorité aux jeunes conducteurs. En 2021, Direct Assurance se lance sur le marché de la complémentaire santé pour les particuliers.
En 2021, Direct Assurance se lance dans le financement du esport en devenant pour un an le partenaire majeur du club français de Karmine Corp.
En novembre 2024, les données personnelles (y compris l'IBAN) de 15 000 clients et prospects ont été dérobés lors d'une cyberattaque. Les données sont en vente sur BreachForums.